# Bangkok Dangerous (película de 2008)
Bangkok Dangerous, también conocida en español como Peligro en Bangkok, es un remake estadounidense estrenado en el año 2008. La película se basa en el film homónimo de acción y suspense tailandés de 1999 dirigida por los hermanos Oxide Pang Chun y Danny Pang, encargados también de dirigir este remake. En el reparto destaca la presencia de Nicolas Cage como actor principal.

## Argumento
Joe (Nicolas Cage) es uno de los mejores asesinos a sueldo, destacado por su discreción y facilidad para lograr los objetivos de sus clientes sin dejar rastro alguno. En uno de sus trabajos tendrá que viajar a Bangkok contratado por un gánster local. Para lograr eliminar los cuatro objetivos indicados con éxito, Joe contratará a un ladrón de poca monta llamado Kong (Shahkrit Yamnarm) con la finalidad de usarlo y matarlo al terminar el trabajo, sin embargo, la simpatía del joven tailandés truncará su intención inicial, hecho que no será bien visto por el gánster que le contrató, decidiendo capturarle, desatando la ira de Joe.

## Reparto
- Nicolas Cage como Joe.
- James With como Chicago.
- Charlie Yeung como Fon.
- Philip Waley como agente Van Driver.
- Shahkrit Yamnarm como Kong.
- Shaun Delaney como padre de Joe.
- Panward Hemmanee como Aom.
- Dom Hetrakul como	Aran.

- Datos: Q748530